# Markus Suttner
Markus Suttner, född 16 april 1987, är en österrikisk fotbollsspelare (försvarare) som spelar för SK Wullersdorf.

## Klubbkarriär
Den 30 juli 2019 värvades Suttner av tyska Fortuna Düsseldorf. I augusti 2020 återvände Suttner till Austria Wien, där han skrev på ett tvåårskontrakt. Inför säsongen 2022/2023 återvände Suttner till moderklubben SK Wullersdorf.

## Landslagskarriär
Suttner debuterade för Österrikes landslag den 29 februari 2012 i en 3–1-vinst över Finland. Han var med i Österrikes trupp vid fotbolls-EM 2016.